# Akidnognathus
Akidnognathus es un género extinto del orden de los terápsidos.